# Gummasjön
Gummasjön är en sjö i Falkenbergs kommun i Västergötland och ingår i Ätrans huvudavrinningsområde.